# فهرست آثار ملی شهرستان نهاوند
شهرستان نهاوند واقع در جنوب استان همدان توسط رشته کوه‌های زاگرس احاطه شده است. مرکز این شهرستان شهر نهاوند است که از شهرهای تاریخی ایران است.

## آثار ثبت‌شده
| ردیف | نام اثر                        | نگاره          | دیرینگی                                               | موقعیت | شمارهٔ ثبت | تاریخ ثبت  | منبع  |
| ---- | ------------------------------ | -------------- | ----------------------------------------------------- | --- | --------- | ---------- | ----- |
| ۱    | تپه ژیان (گیان) و تپه‌های مجاور | بارگذاری تصویر | هزاره ۵ ق‌م ـ هزاره ۴ ق‌م                               | دهستان گیان، روستای گیان                                                                                  | ۳۶        | ۱۳۱۰/۰۶/۲۴ | [ ۱ ] |
| ۲    | معبدی از دوره سلوکی (لائودسه)  | بارگذاری تصویر | سلوکی                                                 | خ فجر اسلام، محله پای قلعه                                                                                | ۳۷۴       | ۱۳۲۷/۱۲/۰۲ | [ ۲ ] |
| ۳    | حمام حاج آقا تراب              |                | قاجاریه                                               | محله علی‌آباد، کوچه حاج آقا تراب                                                                           | ۱۴۹۲      | ۱۳۵۵/۱۰/۰۶ |       |
| ۴    | مسجد جامع نهاوند               |                | سلجوقیان ـ صفویه                                      | م قیصریه، اول بازار بزرگ                                                                                  | ۱۷۰۶      | ۱۳۶۵/۰۲/۲۸ |       |
| ۵    | خانه آیت‌الله قدوسی             |                | قاجاریه                                               | استان همدان، شهرستان نهاوند، خیابان انقلاب، کوچه حاج خدارحم                                               | ۵۰۳۵      | ۱۳۸۰/۱۲/۲۵ |       |
| ۶    | پل زرامین                      |                | قاجاریه                                               | استان همدان، دهستان خضل، روستای زرامین                                                                    | ۵۰۳۶      | ۱۳۸۰/۱۲/۲۵ |       |
| ۷    | برج آرامگاه بابا پیره          |                | اسلامی                                                | ۸ کیلومتری جنوب غربی شهرستان نهاوند، دهستان قشلاق، در مسیر جاده نهاوند کرمانشاه                           | ۵۰۳۷      | ۱۳۸۰/۱۲/۲۵ |       |
| ۸    | آرامگاه درب شیخ                |                | اسلامی                                                | شهرستان نهاوند، محله درب شیخ                                                                              | ۵۰۳۸      | ۱۳۸۰/۱۲/۲۵ |       |
| ۹    | تپه همه کسی                    |                | هزاره اول قبل از میلاد ـ اسلامی                       | استان همدان، شهرستان همدان، بخش شراء (نهاوند)، دهستان چاه دشت، روستای همه کسی                             | ۷۵۹۱      | ۱۳۸۱/۱۲/۱۷ |       |
| ۱۰   | تپه سراب کنگاور کهنه           |                | تاریخی                                                | شهرستان نهاوند، بخش خزل، ۱۰۰ متری شرق روستای سراب کنگاور کهنه                                             | ۱۱۳۸۳     | ۱۳۸۳/۱۲/۲۴ |       |
| ۱۱   | تپه بزرگ شریف‌آباد              |                | پیش از تاریخ ـ تاریخی                                 | شهرستان تهاوند، بخش خزل، روستای شریف‌آباد                                                                  | ۱۱۴۲۵     | ۱۳۸۳/۱۲/۲۴ |       |
| ۱۲   | تپه گوری احمدآباد              |                | اشکانی                                                | شهرستان نهاوند، بخش خزل، یک کیلومتری شمال روستای احمدآباد علیا                                            | ۱۱۴۲۶     | ۱۳۸۳/۱۲/۲۴ |       |
| ۱۳   | تپه خر منجاه کهریز جمال        |                | اشکانی                                                | شهرستان نهاوند، بخش خزل، ۲۵۰ م جنوب روستای کهریز جمال                                                     | ۱۱۴۲۷     | ۱۳۸۳/۱۲/۲۴ |       |
| ۱۴   | تپه سیل اسماعیل گبر            |                | مس و سنگ ـ عصر آهن III ـ اشکانی                       | شهرستان نهاوند، بخش خزل، ۳۰۰ م شرق روستای گور نصیب                                                        | ۱۱۴۲۸     | ۱۳۸۳/۱۲/۲۴ |       |
| ۱۵   | تپه قلعه دختر                  |                | برنز میانی ـ اشکانی                                   | شهرستان نهاوند، بخش خزل، روستای کنگاور کهنه                                                               | ۱۱۴۲۹     | ۱۳۸۳/۱۲/۲۴ |       |
| ۱۶   | تپه بزرگ شیراوند               |                | کالکولتیک (مس و سنگ)                                  | شهرستان نهاوند، بخش خزل، یک کیلومتری شمال غربی روستای شیراوند                                             | ۱۱۴۳۰     | ۱۳۸۳/۱۲/۲۴ |       |
| ۱۷   | تپه قلعه شیزاد                 |                | مس و سنگ جدید ـ برنزقدیم ومیانی ـ اسلامی              | شهرستان نهاوند، بخش خزل، ۶۵۰ م شرق روستای ده موسی                                                         | ۱۱۴۳۱     | ۱۳۸۳/۱۲/۲۴ |       |
| ۱۸   | تپه رشی فیروزان                |                | اسلامی                                                | شهرستان نهاوند، بخش خزل، ۴۰۰ م غرب شهر فیروزان                                                            | ۱۱۴۳۲     | ۱۳۸۳/۱۲/۲۴ |       |
| ۱۹   | تپه ازنهری                     |                | اشکانی (پارت)                                         | شهرستان نهاوند، بخش خزل، روستای ازنهری                                                                    | ۱۱۴۳۳     | ۱۳۸۳/۱۲/۲۴ |       |
| ۲۰   | تپه یزدان                      |                | برنز قدیم و میانی                                     | شهرستان نهاوند، بخش خزل، جنوب روستای تپه یزدان                                                            | ۱۱۴۳۴     | ۱۳۸۳/۱۲/۲۴ |       |
| ۲۱   | تپه غرب ده نو                  |                | اشکانی (پارت) ـ اسلامی                                | شهرستان نهاوند، بخش خزل، یک کیلومتری غرب روستای ده نو                                                     | ۱۱۴۳۵     | ۱۳۸۳/۱۲/۲۴ |       |
| ۲۲   | تپه زیتعلی                     |                | اشکانی (پارت)                                         | شهرستان نهاوند، بخش خزل، ۱/۵ کیلومتری جنوب روستای سیاه دره                                                | ۱۱۴۳۶     | ۱۳۸۳/۱۲/۲۴ |       |
| ۲۳   | تپه کهریز صفی خانی             |                | برنز قدیم ـ عصر آهن II ـ ساسانی                       | شهرستان نهاوند، بخش خزل، ۱۰۰ م جنوب غرب روستای کهریز صفی خانی                                             | ۱۱۴۳۷     | ۱۳۸۳/۱۲/۲۴ |       |
| ۲۴   | تپه آتشکده گره چغا             |                | اشکانی ـ ساسانی                                       | شهرستان نهاوند، بخش خزل، ۳۰۰ م جنوب شرقی روستای گره چغا، بالای کوه طبل خانه                               | ۱۱۴۳۸     | ۱۳۸۳/۱۲/۲۴ |       |
| ۲۵   | تپه جوق قاسم                   |                | برنز میانی ـ عصر آهن II ـ ساسانی                      | شهرستان نهاوند، بخش خزل، یک کیلومتری شرق روستای احمدآباد پائین                                            | ۱۱۴۳۹     | ۱۳۸۳/۱۲/۲۴ |       |
| ۲۶   | تپه چهل خاوری                  |                | برنز میانی ـ اشکانی ـ ساسانی                          | شهرستان نهاوند، بخش خزل، ۶۰۰ م جنوب روستای کنگاور کهنه                                                    | ۱۱۴۴۰     | ۱۳۸۳/۱۲/۲۴ |       |
| ۲۷   | پاتپه کهریز سلیم               |                | اشکانی ـ ساسانی ـ اسلامی                              | شهرستان نهاوند، بخش خزل، یک کیلومتری جنوب روستای کهریز سلیم                                               | ۱۱۴۴۱     | ۱۳۸۳/۱۲/۲۴ |       |
| ۲۸   | تپه بابایی                     |                | مس و سنگ جدید ـ برنز میانی ـ عصر آهن III              | شهرستان نهاوند، بخش خزل، ۳/۵ کیلومتری شمال روستای تاریکدره علیا                                           | ۱۱۴۴۲     | ۱۳۸۳/۱۲/۲۴ |       |
| ۲۹   | تپه زاپن                       |                | عصر آهن IIوIII ـ اشکانی                               | شهرستان نهاوند، بخش خزل، ۵۰۰ م جنوب روستای ده موسی                                                        | ۱۱۴۴۳     | ۱۳۸۳/۱۲/۲۴ |       |
| ۳۰   | تپه پشت بیشه                   |                | اشکانی                                                | شهرستان نهاوند، بخش خزل، ۸۰۰ م شمال روستای ده نو                                                          | ۱۱۴۴۴     | ۱۳۸۳/۱۲/۲۴ |       |
| ۳۱   | تپه چشمه زار                   |                | اشکانی                                                | شهرستان نهاوند، بخش خزل، یک کیلومتری جنوب شرقی روستای کوتاه دره                                           | ۱۱۴۴۵     | ۱۳۸۳/۱۲/۲۴ |       |
| ۳۲   | تپه گاوکش چم کبود              |                | مس و سنگ ـ عصر آهن II ـ اشکانی ـ اسلامی               | شهرستان نهاوند، بخش خزل، دو کیلومتری غرب روستای چم کبود                                                   | ۱۱۴۴۶     | ۱۳۸۳/۱۲/۲۴ |       |
| ۳۳   | تپه رود حسن یک گردیان          |                | اشکانی (پارت) ـ اسلامی                                | شهرستان نهاوند، بخش خزل، ۱۷۰۰ م شرق روستای گردیان                                                         | ۱۱۴۴۷     | ۱۳۸۳/۱۲/۲۴ |       |
| ۳۴   | تپه رود حسن دو گردیان          |                | اشکانی (پارت) ـ اسلامی                                | شهرستان نهاوند، بخش خزل، ۱۷۰۰ م شرق روستای گردیان                                                         | ۱۱۴۴۸     | ۱۳۸۳/۱۲/۲۴ |       |
| ۳۵   | تپه رود حسن گره چغا            |                | مس و سنگ                                              | شهرستان نهاوند، بخش خزل، شرق روستای گره چغا                                                               | ۱۱۴۴۹     | ۱۳۸۳/۱۲/۲۴ |       |
| ۳۶   | تپه گورستان سر مرز             |                | عصر آهن III                                           | شهرستان نهاوند، بخش خزل، ۲۵۰ م جنوب شرقی روستای تپه علی                                                   | ۱۱۴۵۰     | ۱۳۸۳/۱۲/۲۴ |       |
| ۳۷   | تپه در آوج                     |                | مس و سنگ                                              | شهرستان نهاوند، بخش خزل، ۳ کیلومتری شمال غرب روستای شیراوند                                               | ۱۱۴۵۱     | ۱۳۸۳/۱۲/۲۴ |       |
| ۳۸   | تپه کوچک شریف‌آباد              |                | برنز قدیم                                             | شهرستان نهاوند، بخش خزل، غرب روستای شریف‌آباد                                                              | ۱۱۴۵۲     | ۱۳۸۳/۱۲/۲۴ |       |
| ۳۹   | تپه گاوکش گردیان               |                | برنز قدیم ـ تاریخی ـ اشکانی (پارت) ـ ساسانی           | شهرستان نهاوند، بخش خزل، روستای گردیان                                                                    | ۱۱۴۵۳     | ۱۳۸۳/۱۲/۲۴ |       |
| ۴۰   | تپه خزل گره چغا                |                | مس و سنگ جدید ـ اشکانی ـ اسلامی                       | شهرستان نهاوند، بخش خزل، روستای گره چغا، ۱/۵ کیلومتری جنوب شرقی فیروزان                                   | ۱۱۴۵۴     | ۱۳۸۳/۱۲/۲۴ |       |
| ۴۱   | حمام بازار                     |                | قاجاریه                                               | نهاوند، ضلع جنوبی میدان مرکزی شهر، (میدان قیصریه) حمام بازار                                              | ۱۱۹۵۴     | ۱۳۸۴/۰۴/۰۵ |       |
| ۴۲   | تپه عبدالملکی                  |                | تاریخی ـ اشکانی                                       | شهرستان نهاوند، بخش خزل، ۱۳۶۰ م جنوب شرق روستای عبد الملکی                                                | ۱۳۰۴۲     | ۱۳۸۴/۰۵/۲۲ |       |
| ۴۳   | غارسه مرون                     |                | تاریخی                                                | شهرستان نهاوند، بخش خزل، یک کیلومتری ضلع جنوب غربی روستای تاریک دره                                       | ۱۳۰۴۳     | ۱۳۸۴/۰۵/۲۲ |       |
| ۴۴   | تپه فیروزان                    |                | اشکانی                                                | شهرستان نهاوند، بخش خزل، ۸۵۰ م جنوب شرق شهر فیروزان                                                       | ۱۳۰۴۴     | ۱۳۸۴/۰۵/۲۲ |       |
| ۴۵   | تپه خرمنجاه                    |                | قرون اولیه و میانه اسلامی                             | شهرستان نهاوند، بخش خزل، جنوب روستای بره فراخ                                                             | ۱۳۰۴۵     | ۱۳۸۴/۰۵/۲۲ |       |
| ۴۶   | تپه بره فراخ                   |                | پیش از تاریخ تا اسلامی                                | شهرستان نهاوند، بخش خزل، جنوب روستای بره فراخ                                                             | ۱۳۶۰۴     | ۱۳۸۴/۰۸/۱۵ |       |
| ۴۷   | تپه بابا رستم                  |                | کالکولتیک ـ برنز ـ تاریخی                             | شهرستان نهاوند، بخش مرکزی، دهستان شعبان، ۱۰۰ م ضلع شمالی شرقی روستای بابارستم                             | ۲۳۶۷۱     | ۱۳۸۷/۰۸/۲۵ |       |
| ۴۸   | تپه وراینه                     |                | کالکولتیک ـ قرون اولیه و میانه اسلامی                 | شهرستان نهاوند، بخش مرکزی، دهستان گاماسیاب، ۸۰۰ م ضلع شمالی روستای بابا قاسم                              | ۲۳۶۷۲     | ۱۳۸۷/۰۸/۲۵ |       |
| ۴۹   | تپه سینه پید                   |                | قرون متاخر اسلامی                                     | شهرستان نهاوند، بخش گیان، دهستان گیان، ۷۰۰ م جنوب روستای سرخلیجه                                          | ۲۳۶۷۳     | ۱۳۸۷/۰۸/۲۵ |       |
| ۵۰   | تپه حسین‌آباد چولک              |                | قرون اولیه و میانه اسلامی                             | شهرستان نهاوند، بخش مرکزی، دهستان طریق الاسلام، ۴۵۰ م ضلع جنوبی روستای حسین‌آباد چولک                      | ۲۳۶۷۴     | ۱۳۸۷/۰۸/۲۵ |       |
| ۵۱   | تپه ده‌بر                       |                | اشکانی ـ ساسانی ـ قرون اولیه اسلامی                   | شهرستان نهاوند، بخش مرکزی، دهستان گاماسیاب، یک کیلومتری ضلع شمالی روستای بدیع الزمان                      | ۲۳۶۷۵     | ۱۳۸۷/۰۸/۲۵ |       |
| ۵۲   | تپه قلعه گوری محمدآباد         |                | تاریخی                                                | شهرستان نهاوند، بخش گیان، دهستان گیان، ۸۰۰ م ضلع جنوبی روستای ظفرآباد                                     | ۲۳۶۷۶     | ۱۳۸۷/۰۸/۲۵ |       |
| ۵۳   | تپه هوردره                     |                | تاریخی                                                | شهرستان نهاوند، بخش مرکزی، دهستان گاماسیاب، در دره‌ای به فاصله ۱۲۰۰ م روستای ورآینه                        | ۲۳۶۷۷     | ۱۳۸۷/۰۸/۲۵ |       |
| ۵۴   | تپه بانسره                     |                | اشکانی ـ قرون اولیه و میانه اسلامی                    | شهرستان نهاوند، بخش مرکزی، دهستان شعبان، کنارضلع غربی روستای بانسره                                       | ۲۳۶۷۸     | ۱۳۸۷/۰۸/۲۵ |       |
| ۵۵   | تپه کلک سرخلیجه                |                | تاریخی ـ قرون اولیه اسلامی                            | شهرستان نهاوند، بخش گیان، دهستان گیان، روستای سرخلیجه، در میان اراضی روستایی و جاده خاکی، غرب محوطه       | ۲۳۶۷۹     | ۱۳۸۷/۰۸/۲۵ |       |
| ۵۶   | تپه چوکل‌آبادی                  |                | قرون اولیه اسلامی                                     | شهرستان نهاوند، بخش گیان، دهستان گیان، ۲/۵ کیلومتری جنوب روستای سرخلیجه                                   | ۲۳۶۸۰     | ۱۳۸۷/۰۸/۲۵ |       |
| ۵۷   | تپه کلک ۲                      |                | تاریخی ـ قرون اولیه، میانه و متاخر اسلامی             | شهرستان نهاوند، بخش گیان، دهستان گیان، ۲/۵ کیلومتری از ضلع جنوب روستای کرک بالا                           | ۲۳۶۸۱     | ۱۳۸۷/۰۸/۲۵ |       |
| ۵۸   | تپه پنبه حیدر                  |                | کالکولتیک ـ اشکانی ـ سلوکی ـ ساسانی                   | شهرستان نهاوند، بخش مرکزی، دهستان گاماسیاب، ۶۵۰ م از ضلع غربی روستای پنبه حیدر                            | ۲۳۶۸۲     | ۱۳۸۷/۰۸/۲۵ |       |
| ۵۹   | تپه گرک                        |                | کالکولتیک ـ برنز ـ آهن ـ تاریخی                       | شهرستان نهاوند، بخش مرکزی، دهستان گاماسیاب، ضلع شمالی روستای گرک                                          | ۲۳۶۸۳     | ۱۳۸۷/۰۸/۲۵ |       |
| ۶۰   | تپه شرق بابا قاسم              |                | تاریخی                                                | شهرستان نهاوند، بخش مرکزی، دهستان گاماسیاب، یک ک. م ضلع جنوب شرقی روستای بابا قاسم                        | ۲۳۶۸۴     | ۱۳۸۷/۰۸/۲۵ |       |
| ۶۱   | تپه سعد وقاص ۲                 |                | تاریخی ـ قرون اولیه و میانه اسلامی                    | شهرستان نهاوند، بخش مرکزی، دهستان طریق الاسلام، ضلع شمالی روستای سعد وقاص                                 | ۲۳۶۸۵     | ۱۳۸۷/۰۸/۲۵ |       |
| ۶۲   | تپه قلعه دربند دهنو پایین      |                | کالکلوتیک ـ برنز                                      | شهرستان نهاوند، بخش مرکزی، دهستان گاماسیاب، ۴۰۰ م ضلع جنوب شرقی روستای دهنو پایین                         | ۲۳۶۸۶     | ۱۳۸۷/۰۸/۲۵ |       |
| ۶۳   | تپه سرسام گبری                 |                | کالکولتیک ـ اشکانی ـ ساسانی ـ قرون اولیه اسلامی       | شهرستان نهاوند، بخش مرکزی، دهستان گاماسیاب، ضلع غربی روستای بابا قاسم                                     | ۲۳۶۸۷     | ۱۳۸۷/۰۸/۲۵ |       |
| ۶۴   | تپه کرک بالا ۱                 |                | اشکانی ـ ساسانی                                       | شهرستان نهاوند، بخش گیان، دهستان گیان، ۱/۵ کیلومتری از ضلع جنوبی روستای کرک بالا                          | ۲۳۶۸۸     | ۱۳۸۷/۰۸/۲۵ |       |
| ۶۵   | تپه چشمه سراب                  |                | کالکولتیک ـ تاریخی ـ قرون اولیه اسلامی                | شهرستان نهاوند، بخش مرکزی، دهستان گاماسیاب، ۱۰۰ م ضلع شرقی چشمه سراب گاماسیاب                             | ۲۳۷۲۳     | ۱۳۸۷/۰۸/۲۵ |       |
| ۶۶   | تپه قلعه و گورستان وشت         |                | برنز ـ آهن                                            | شهرستان نهاوند، بخش مرکزی، دهستان شعبان، روستای وشت و برجک                                                | ۲۳۷۲۴     | ۱۳۸۷/۰۸/۲۵ |       |
| ۶۷   | تپه شیش                        |                | تاریخی                                                | شهرستان نهاوند، بخش مرکزی، دهستان گاماسیاب، ۱ک م ضلع جنوبی روستای قلعه ذراتی                              | ۲۳۷۲۵     | ۱۳۸۷/۰۸/۲۵ |       |
| ۶۸   | تپه تازه ناب وسطی ۱            |                | تاریخی                                                | شهرستان نهاوند، بخش مرکزی، دهستان شعبان، حد فاصل روستای تازه ناب وسطی و تازه ناب دره                      | ۲۳۷۲۶     | ۱۳۸۷/۰۸/۲۵ |       |
| ۶۹   | تپه امیرآباد                   |                | کالکولتیک ـ برنز ـ تاریخی                             | شهرستان نهاوند، بخش مرکزی، دهستان گاماسیاب، ۴۰۰ م شمال روستای امیرآباد                                    | ۲۳۷۲۷     | ۱۳۸۷/۰۸/۲۵ |       |
| ۷۰   | تپه زرنگ زنگ                   |                | برنز ـ آهن                                            | شهرستان نهاوند، بخش گیان، دهستان گیان، روستای سرخلیجه                                                     | ۲۳۷۲۸     | ۱۳۸۷/۰۸/۲۵ |       |
| ۷۱   | تپه محمودآباد                  |                | تاریخی ـ قرون میانه و متاخر اسلامی                    | شهرستان نهاوند، بخش مرکزی، دهستان گاماسیاب، ۳۵۰ م ضلع غربی روستای محمودآباد                               | ۲۳۷۲۹     | ۱۳۸۷/۰۸/۲۵ |       |
| ۷۲   | پا تپه برزول                   |                | تاریخی ـ قرون اولیه اسلامی                            | شهرستان نهاوند، بخش زرین دشت، دهستان فضل، جنوب شرقی روستای عنبر قنبر                                      | ۲۳۷۳۰     | ۱۳۸۷/۰۸/۲۵ |       |
| ۷۳   | تپه عسل مست                    |                | مفرغ ـ تاریخی                                         | شهرستان نهاوند، بخش مرکزی، دهستان گاماسیاب، یک کیلومتری ضلع شرقی روستای فاماسب                            | ۲۳۷۳۳     | ۱۳۸۷/۰۸/۲۵ |       |
| ۷۴   | تپه ده‌سرخه                     |                | تاریخی ـ قرون اولیه اسلامی                            | شهرستان نهاوند، بخش مرکزی، دهستان طریق الاسلام، ۲۰۰ م ضلع جنوبی شرقی روستای ده سرخه                       | ۲۳۷۳۴     | ۱۳۸۷/۰۸/۲۵ |       |
| ۷۵   | تپه سردوران                    |                | کالکولتیک ـ برنز ـ تاریخی ـ قرون میانه اسلامی         | شهرستان نهاوند، بخش زرین دشت، دهستان فضل، ۵۰ م ضلع غربی روستای سردوران                                    | ۲۳۷۳۵     | ۱۳۸۷/۰۸/۲۵ |       |
| ۷۶   | تپه باروت خانه دهفول           |                | تاریخی ـ قرون اولیه و میانه اسلامی                    | شهرستان نهاوند، بخش مرکزی، دهستان طریق اسلام، ضلع شمالی روستای دهفول                                      | ۲۳۷۳۶     | ۱۳۸۷/۰۸/۲۵ |       |
| ۷۷   | تپه‌هارینه                      |                | تاریخی                                                | شهرستان نهاوند، بخش مرکزی، دهستان گاماسیاب، ۷۰۰ م از ضلع شمالی روستای باباقاسم                            | ۲۳۷۳۷     | ۱۳۸۷/۰۸/۲۵ |       |
| ۷۸   | تپه جمشیدی                     |                | کالکولتیک ـ تاریخی ـ قرون اولیه اسلامی                | شهرستان نهاوند، بخش گیان، دهستان گیان، ۴۵۰ م ضلع شمال غربی روستای مهین آباد                               | ۲۳۷۳۸     | ۱۳۸۷/۰۸/۲۵ |       |
| ۷۹   | تپه مهین‌آباد                   |                | قرون اولیه و میانه اسلامی                             | شهرستان نهاوند، بخش گیان، دهستان گیان، چسبیده به روستای مهین آباد                                         | ۲۳۷۳۹     | ۱۳۸۷/۰۸/۲۵ |       |
| ۸۰   | تپه میلاب                      |                | کالکولتیک ـ آهن ـ اشکانی ـ ساسانی ـ قرون اولیه اسلامی | شهرستان نهاوند، بخش مرکزی، دهستان گاماسیاب، یک کیلومتری شرق روستای میلاب، دو کیلومتری شرق حاجی‌آباد مخروبه | ۲۳۷۴۰     | ۱۳۸۷/۰۸/۲۵ |       |
| ۸۱   | تپه قلعه گلزرد                 |                | ساسانی ـ قرون اولیه و میانه اسلامی                    | شهرستان نهاوند، بخش مرکزی، دهستان گاماسیاب، ۲۰۰ م جنوب روستای گل زرد                                      | ۲۳۷۴۱     | ۱۳۸۷/۰۸/۲۵ |       |
| ۸۲   | تپه گیان ۲                     |                | کالکولتیک ـ آهن ـ تاریخی ـ قرون میانه و متاخر اسلامی  | شهرستان نهاوند، بخش گیان، دهستان گیان، بین حسین‌آباد و گیان، ۸۰۰ م شرق گیان، ۹۰۰ م شمال حسین‌آباد           | ۲۳۷۴۲     | ۱۳۸۷/۰۸/۲۵ |       |
| ۸۳   | تپه سعد وقاص ۱                 |                | تاریخی ـ قرون اولیه و میانه اسلامی                    | شهرستان نهاوند، بخش مرکزی، دهستان طریق الاسلام، ۳۰۰ م شرق سعد وقاص، ۳۰۰ م غرب گوشه                        | ۲۳۷۴۳     | ۱۳۸۷/۰۸/۲۵ |       |
| ۸۴   | تپه ورازانه                    |                | کالکولتیک ـ برنز ـ تاریخی                             | شهرستان نهاوند، بخش گیان، دهستان گیان، ۳۵۰ م ضلع شمال غربی روستای ورازانه                                 | ۲۳۷۴۴     | ۱۳۸۷/۰۸/۲۵ |       |
| ۸۵   | تپه چغامالی                    |                | تاریخی                                                | شهرستان نهاوند، بخش مرکزی، دهستان گاماسیاب، ۹۵۰ م از ضلع شمالی روستای فاماسب                              | ۲۳۷۴۵     | ۱۳۸۷/۰۸/۲۵ |       |
| ۸۶   | تپه فیازمان                    |                | تاریخی                                                | شهرستان نهاوند، بخش مرکزی، دهستان شعبان، ۱۰۰ م از ضلع غربی روستای فیازمان                                 | ۲۳۷۴۶     | ۱۳۸۷/۰۸/۲۵ |       |
| ۸۷   | مدرسه علیمرادیان               |                | پهلوی                                                 | شهر نهاوند، خیابان ابوذر، میدان ۲۲ بهمن، مسجد و مدرسه علمیه آقای شیخ عزیز ا… علیمرادیان                   | ۲۵۱۰۹     | ۱۳۸۷/۱۲/۱۸ |       |
| ۸۸   | امامزاده بدیع‌الزمان            |                | قاجاریه                                               | شهرستان نهاوند، بخش مرکزی، دهستان گاماسیاب، روستای گوشه بدیع الزمان، دو کیلومتری شمال غربی روستا          | ۲۵۱۱۰     | ۱۳۸۷/۱۲/۱۸ |       |
| ۸۹   | حمام گلشن                      |                | قاجاری۲ه                                              | شهر نهاوند، خیابان گلشن، حمام گلشن                                                                        | ۲۵۱۱۹     | ۱۳۸۷/۱۲/۱۸ |       |
| ۹۰   | حمام پای قلعه                  |                | پهلوی                                                 | شهر نهاوند، خیابان فجر اسلام، نرسیده به میدان شهید غفاری، حمام پای قلعه                                   | ۲۵۱۲۷     | ۱۳۸۷/۱۲/۱۸ |       |
| ۹۱   | مسجد حاج خدارحم                |                | قاجاریه                                               | شهر نهاوند، خیابان ابوذر، کوچه حاج خدارحم                                                                 | ۲۵۱۶۶     | ۱۳۸۷/۱۲/۱۸ |       |
| ۹۲   | تپه قلعه جوق                   |                | تاریخی ـ قرون اولیه اسلامی                            | شهرستان نهاوند، بخش مرکزی، دهستان کیان، روستای زرامین سفلی                                                | ۲۶۱۳۹     | ۱۳۸۷/۱۲/۲۶ |       |
| ۹۳   | تپه قلعه نوروز                 |                | اشکانی                                                | شهرستنا نهاوند، بخش خزل، دهستان خزل شرقی، جنوب روستای اسدآباد                                             | ۲۶۱۴۰     | ۱۳۸۷/۱۲/۲۶ |       |
| ۹۴   | تپه حاجی‌آباد                   |                | تاریخی ـ قرون اولیه اسلامی                            | شهرستان نهاوند، بخش کیان، دهستان کیان، روستای حاجی‌آباد                                                    | ۲۶۱۴۱     | ۱۳۸۷/۱۲/۲۶ |       |
| ۹۵   | تپه گرگ حیدر (دیور)            |                | مس و سنگ ـ آهن ـ تاریخی ـ قرون اولیه اسلامی           | شهرستان نهاوند، بخش مرکزی، دهستان گاماسیاب، روستای گرگ حیدر                                               | ۲۶۱۴۲     | ۱۳۸۷/۱۲/۲۶ |       |
| ۹۶   | تپه پناهگاه ملهوسان            |                | تاریخی                                                | شهرستان نهاوند، بخش مرکزی، دهستان گاماسیاب، شمال روستای ملهوسان                                           | ۲۶۱۴۳     | ۱۳۸۷/۱۲/۲۶ |       |
| ۹۷   | تپه تازه ناب وسطی ۲            |                | قرون متاخر اسلامی                                     | شهرستان نهاوند، بخش مرکزی، روستای تازه ناب وسطی، تازه ناب دره                                             | ۲۶۱۵۲     | ۱۳۸۷/۱۲/۲۶ |       |
| ۹۸   | محوطه قشلاق                    |                | تاریخی ـ قرون اولیه اسلامی                            | شهرستان نهاوند، بخش مرکزی، دهستان گاماسیاب، جنوب روستای قشلاق                                             | ۲۶۱۵۷     | ۱۳۸۷/۱۲/۲۶ |       |